# Hókotinga
A hókotinga (Carpodectes nitidus) a madarak (Aves) osztályának a verébalakúak (Passeriformes) rendjéhez, ezen belül a kotingafélék (Cotingidae) családjához tartozó faj.

## Rendszerezése
A fajt Osbert Salvin angol ornitológus írta le 1865-ben.

## Előfordulása
Közép-Amerikában, Costa Rica, Guatemala, Honduras, Nicaragua és Panama területén honos. A természetes élőhelye a szubtrópusi vagy trópusi síkvidéki esőerdők. Állandó, nem vonuló faj.

## Megjelenése
Testhossza 19,5–21 centiméter, testtömege 105 gramm. Tollazata hófehér.

## Életmódja
Gyümölcsökkel táplálkozik.

## Szaporodása
Fákra készíti csésze alakú fészkét.

## Természetvédelmi helyzete
Az elterjedési területe nem nagy, egyedszáma viszont csökken, de még nem éri el a kritikus szintet. A Természetvédelmi Világszövetség Vörös listáján nem fenyegetett fajként szerepel.

## Külső hivatkozások
- Képek az interneten a fajról
- Xeno-canto.org